# Distretto di Milenge
Il distretto di Milenge è un distretto dello Zambia, parte della Provincia di Luapula.
Il distretto comprende 13 ward:
- Chipundu
- Chiswishi
- Fibalala
- Itemba
- Kapalala
- Lusumbwe
- Mikula
- Milambo
- Mulumbi
- Mumbotuta
- Nsaka
- Nsunga
- Sokontwe